# Lehre der Neuapostolischen Kirche

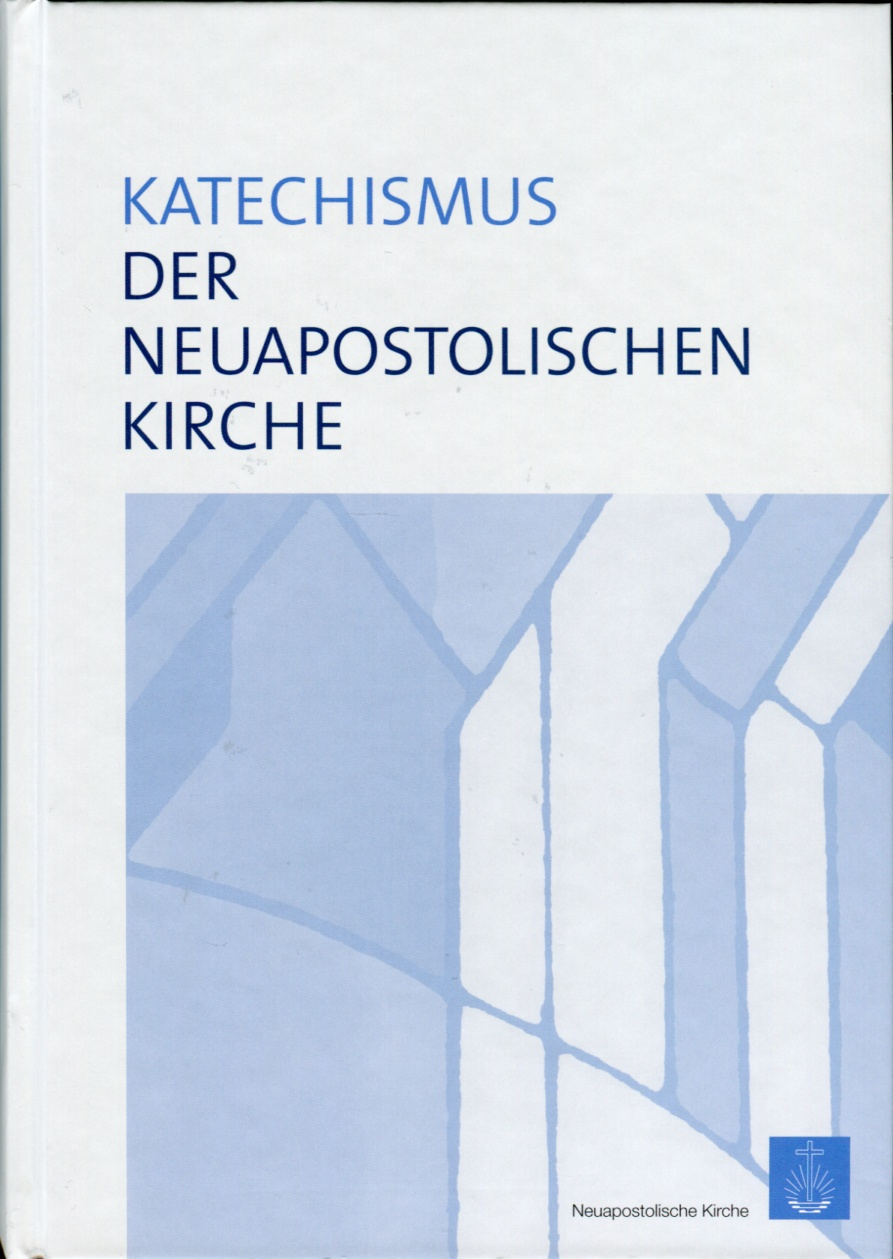
Buchdeckel des 2012 erschienenen Katechismus der Neuapostolischen Kirche.

Die Neuapostolische Kirche (NAK) ist eine christliche, trinitarische und prämillenaristische Religionsgemeinschaft, die sich als Wiederherstellung urchristlicher Verhältnisse zur Zeit der biblisch überlieferten Apostel betrachtet. Folglich nimmt die NAK in Anspruch, von neuen Aposteln geführt zu werden. Sie leitet ihre Lehre von der Bibel ab, wobei ihre Auslegung in etlichen Punkten jener anderer christlicher Lehren entspricht. Kennzeichnende Unterschiede bestehen im Sakramentsverständnis der Heiligen Versiegelung, in der Bindung von Sakrament und Sündenvergebung an das „heilsnotwendige“ Apostelamt, in der damit verknüpften endzeitlichen Erwartung sowie im Entschlafenenwesen. Von anderen apostolischen Gemeinschaften grenzt sich die NAK insbesondere durch das Stammapostelamt ab, das die oberste Autorität im wiederbesetzten Apostelamt darstelle. Die NAK unterscheidet zwischen der Kirche Jesu Christi, der Gemeinschaft aller gläubigen Christen, und sich selbst als Erlösungswerk des Herrn.
Die Apostel der NAK erschließen nach eigener Vorstellung „göttliche Offenbarungen“ auf Grundlage der Bibel, wobei der Stammapostel als höchste Autorität über die neuapostolische Lehre für deren „Reinhaltung und Weiterentwicklung“ zuständig ist. Grundlagenwerk für die neuapostolische Lehre ist der 2012 erschienene Katechismus der Neuapostolischen Kirche. Zuvor galt zumindest formell noch das 1992 veröffentlichte Lehrbuch Fragen und Antworten über den neuapostolischen Glauben.

## Entstehung der neuapostolischen Lehre
Die wichtigsten Wegbereiter der neuapostolischen Lehre waren der aus der katholisch-apostolischen Gemeinde ausgeschlossene Apostel Friedrich Wilhelm Schwarz sowie später der erste Stammapostel der NAK, Friedrich Krebs. Während man in der Vorgängergemeinde, der allgemeinen christlichen apostolischen Mission, einen stark ökumenischen Ansatz zur Reform und Vereinigung aller christlichen Kirchen verfolgte, formte sich vor allem über die stärkere Betonung der Heiligen Versiegelung bis zu Stammapostel Bischoff eine eigenständige Lehre mit exklusivistischem Charakter.
Zentrale Meilensteine zur Entstehung einer einheitlichen Lehre waren:
- Die ersten Sakramentsspendungen an die Seelen Verstorbener zwischen 1872 und 1874[4]
- Die Proklamierung des Stammapostelamtes 1897, das fortan die ausschließliche Befähigung zur Ordination neuer Apostel innehatte, als Teil der Lehre vom Neuen Licht[5]
- Der weitere Einfluss der Lehre vom Neuen Licht auf das Amtsverständnis vom „heilsnotwendigen“ Apostelamt als „Christus im Fleische“, zulasten der Bedeutung des Prophetenamts[6]
- Die Neuorientierung hin zur stärkeren Erwartung der Wiederkunft Christi zur Zeit des Ersten Weltkriegs und unter der Amtsführung von Stammapostel Bischoff[7]
- Die endgültige Festlegung der exklusivistischen Lehre von geistiger Wiedergeburt nach heutiger Vorstellung im neuapostolischen Glaubensbekenntnis ab 1951

## Neuapostolisches Glaubensbekenntnis
Das neuapostolische Glaubensbekenntnis fasst die für die neuapostolische Kirche verbindlichen Grundlagen der Lehre in den folgenden zehn Glaubensartikeln zusammen:
1. Ich glaube an Gott, den Vater, den Allmächtigen, den Schöpfer des Himmels und der Erde.
2. Ich glaube an Jesus Christus, Gottes eingeborenen Sohn, unsern Herrn, der empfangen ist durch den Heiligen Geist, geboren von der Jungfrau Maria, gelitten unter Pontius Pilatus, gekreuzigt, gestorben, begraben, eingegangen in das Reich des Todes, am dritten Tag auferstanden von den Toten, aufgefahren in den Himmel; er sitzt zur Rechten Gottes, des allmächtigen Vaters, von dort wird er wiederkommen.
3. Ich glaube an den Heiligen Geist, die eine, heilige, allgemeine und apostolische Kirche, die Gemeinschaft der Heiligen, Vergebung der Sünden, Auferstehung der Toten und das ewige Leben.
4. Ich glaube, dass der Herr Jesus seine Kirche regiert und dazu seine Apostel gesandt hat und noch sendet bis zu seinem Wiederkommen mit dem Auftrag zu lehren, in seinem Namen Sünden zu vergeben und mit Wasser und Heiligem Geist zu taufen.
5. Ich glaube, dass die von Gott für ein Amt Ausersehenen nur von Aposteln eingesetzt werden, und dass aus dem Apostelamt Vollmacht, Segnung und Heiligung zu ihrem Dienst hervorgehen.
6. Ich glaube, dass die Heilige Taufe mit Wasser der erste Schritt zur Erneuerung des Menschen im Heiligen Geist ist und dass dadurch der Täufling aufgenommen wird in die Gemeinschaft derer, die an Jesus Christus glauben und ihn als ihren Herrn bekennen.
7. Ich glaube, dass das Heilige Abendmahl zum Gedächtnis an das einmal gebrachte, vollgültige Opfer, an das bittere Leiden und Sterben Christi, vom Herrn selbst eingesetzt ist. Der würdige Genuss des Heiligen Abendmahls verbürgt uns die Lebensgemeinschaft mit Christus Jesus, unserm Herrn. Es wird mit ungesäuertem Brot und Wein gefeiert; beides muss von einem vom Apostel bevollmächtigten Amtsträger ausgesondert und gespendet werden.
8. Ich glaube, dass die mit Wasser Getauften durch einen Apostel die Gabe des Heiligen Geistes empfangen müssen, um die Gotteskindschaft und die Voraussetzungen zur Erstlingsschaft zu erlangen.[8]
9. Ich glaube, dass der Herr Jesus so gewiss wiederkommen wird, wie er gen Himmel gefahren ist, und die Erstlinge aus den Toten und Lebenden, die auf sein Kommen hofften und zubereitet wurden, zu sich nimmt; dass er nach der Hochzeit im Himmel mit diesen auf die Erde zurückkommt, sein Friedensreich aufrichtet und sie mit ihm als königliche Priesterschaft regieren. Nach Abschluss des Friedensreiches wird er das Endgericht halten. Dann wird Gott einen neuen Himmel und eine neue Erde schaffen und bei seinem Volk wohnen.
10. Ich glaube, dass ich der weltlichen Obrigkeit zum Gehorsam verpflichtet bin, soweit nicht göttliche Gesetze dem entgegenstehen.

Die ersten drei Artikel entsprechen im Wesentlichen dem apostolischen Glaubensbekenntnis (Apostolikum), die weiteren Artikel den spezifischen Lehren der Neuapostolischen Kirche.
Das Glaubensbekenntnis findet keinen Gebrauch in der Liturgie. Es wird den neuapostolischen Christen insbesondere im Konfirmandenunterricht vermittelt.

## Theologische Positionen

### Bibel
Der Bibel (einschließlich der Apokryphen) wird als höchste Offenbarung Gottes eine besondere Autorität zugeschrieben, da sie durch vom Heiligen Geist inspirierte Menschen geschrieben und zusammengetragen worden sei. Dies ist jedoch vom Glauben an die direkte Eingebung, die sogenannte „Verbalinspiration“, die besonders unter evangelikalen Christen verbreitet ist, abzugrenzen. Die Neuapostolische Kirche lehnt folglich auch die wortwörtliche Interpretation der Bibel ab und sieht deren Aussagen nicht im Widerspruch zu naturwissenschaftlichen Erkenntnissen. Andererseits steht die NAK der historisch-kritischen Bibelauslegung und deren wissenschaftlichen Erkenntnissen zurückhaltend gegenüber und lehnt zum Beispiel Überlegungen oder Abstufungen zur Integrität eines Textes aufgrund von Unterschieden zwischen vorgeblichem und tatsächlichem Verfasser (→ siehe Pseudepigraphie (Bibel) oder Verfasserschaft der Paulusbriefe) ab. Die Aussagen des Neuen Testaments gelten als normsetzend; Aussagen aus dem Alten Testament werden aus dogmatischer Sicht abgelehnt, sofern sie nach Auffassung der NAK ersteren widersprechen. Aussagen über einzelne Bibelbücher oder Bibelstellen, aber auch die Aussagen sämtlicher Amtsträger der Kirche, müssen in der Bibel verankert sein und dürfen nicht im Widerspruch zu ihr stehen.
Die Apostel haben die exklusive Aufgabe, über die richtige und verbindliche Auslegung zu wachen, wozu sie der Heilige Geist befähigt. Die NAK erkennt keine außerbiblischen Offenbarungen als der Bibel gleichgestellt an und unternimmt auch keine eigenen Bibelübersetzungen.
In deutschsprachigen Ländern wird wie auch in der Evangelischen Kirche die Lutherbibel verwendet. Seit dem 1. Januar 2019 ist für alle deutschsprachigen Gemeinden die Lutherübersetzung 2017 verbindlich (zuvor die Version von 1984 und bis 2001 die Version von 1912), die anlässlich des 500. Jubiläums der Reformation erschien. In englischsprachigen Gemeinden wird die New King James Version verwendet.

### Kirche Jesu Christi
Die Ekklesiologie der NAK, die sie 2012 erstmals in ihrem Katechismus ausführlich festhielt, ist den allgemeinen christlichen Glaubensbekenntnissen und besonders dem Unitatis redintegratio von 1964 aus dem Zweiten Vatikanischen Konzil der römisch-katholischen Kirche entlehnt.
Die Kirche Jesu Christi, in älteren Abhandlungen der „Leib Christi“ (nach 1 Kor 12,2  oder Eph 4,13–15 ), ist aus neuapostolischer Sicht die von Jesus Christus gestiftete Einheit aller, die zur Erlösung durch Gott berufen sind. Sie ist die eine, heilige, allgemeine und apostolische Kirche, die von Jesus Christus durch den Heiligen Geist geführt werde. Parallel zur christologischen Zwei-Naturen-Lehre, nach der Jesus von Nazareth im christlich-ökumenischen Konsens „wahrer Mensch“ und zugleich „wahrer Gott“ war, hat die christliche Kirche aus neuapostolischer Sicht eine unvollkommene „sichtbare“ und eine vollkommene „unsichtbare“ Seite.
Zu ihrer „unsichtbaren“ Seite, die sich in Gottes Willensbekundungen und Sakramenten offenbart, gehören alle Menschen, die auf den Namen des dreieinigen Gottes getauft sind, wahrhaftig an Jesus Christus als den Sohn Gottes glauben und sich zu ihm als ihren „Herrn“ bekennen. Ob dies auf den einzelnen Menschen zutrifft oder nicht, sei allein Gott vorbehalten. Göttliches Heil könne demnach überall in der Kirche Jesu Christi zu unterschiedlichem Ausmaß erfahren werden. Dabei nimmt die NAK nach eigener Auffassung innerhalb der Kirche Jesu Christi dank der lebenden Apostel die Sonderstellung als Erlösungswerk des Herrn ein. Die von Jesus Christus begonnene Erlösung soll von den Aposteln vollendet werden, die die Gemeinschaft leiten. Die Neuapostolische Kirche wird in diesem Zusammenhang als so unvollkommen wie jede andere christliche Gemeinschaft – zusammen sind sie mit ihrer äußeren Erscheinung Teil der „sichtbaren“ Seite der Kirche Jesu Christi – betrachtet. Durch ihre Apostel halte die NAK aber alle notwendigen Mittel inne, Menschen vollständig auf die Wiederkunft Christi vorzubereiten, was außerhalb der NAK nicht der Fall sei. Dadurch ist das neuapostolische Kirchenverständnis als exklusivistisch, aber nicht als absolut einzuordnen.
Formal galt noch spätestens bis 2006 ein absolutes Kirchenverständnis, wonach die NAK bis zur Parusie die einzige und alleinseligmachende Kirche Jesu Christi sei. Verdeutlicht wurde das mit dem Verweis auf die Deutung des Knäbleins und der Sonnenfrau (Offenbarung 12 ), wonach letztere mit der NAK identifiziert wurde. Andere christliche Gemeinschaften galten demnach als „verweltlicht“, „abgefallen“ und folglich außerhalb des Heils von Jesus Christus stehend.

### Amtsverständnis
Aus Sicht der Neuapostolischen Kirche bedeutet die Sendung von Aposteln durch Jesus Christus die Stiftung des höchsten Amtes in der Kirche Jesu Christi, das bis zur Wiederkunft Christi erneut besetzt sein muss und im Auftrag von Jesus Christus von Mensch zu Mensch übertragen wird. Dadurch verstehen sich die heutigen Apostel der NAK als Nachfolger der urchristlichen Apostel und als Gesandte von Jesus Christus selbst. Das Apostelamt ist auch die „Quelle“ aller Ämter innerhalb der NAK: Sie alle handeln ausschließlich im Auftrag der sie sendenden Apostel. Die Apostel vermitteln das Heil, das den Menschen ausschließlich durch Jesus Christus möglich werde, durch die folgenden Vollmachten: Das Predigen der rechtmäßigen Lehre, die Spendung der drei Sakramente und Verkündigung der Sündenvergebung. Damit bildet das Amtsverständnis der NAK einen deutlichen Gegenpol zu jenem anderer Christen, zum Beispiel dem Priestertum aller Gläubigen in der evangelischen Theologie. Auch den Missionsbefehl von Jesus Christus (Mt 28,19-20 ) bezieht die NAK alleine auf die Apostel.
Das Apostelamt betrachtet die Neuapostolische Kirche insofern als „heilsnotwendig“, dass nur die Apostel der NAK den göttlichen Auftrag zur Spendung der Heiligen Versiegelung besäßen. Erst durch die Versiegelung in Verbindung mit der Taufe jedoch werde ein Mensch „wiedergeboren“ (Joh 3,5  entnommen) – wird also im neuapostolischen Soziolekt zum „Gotteskind“ – was auch die „Erstlingsschaft“ (Röm 8,23 ) und damit die Rettung durch Christus bei der Entrückung ermögliche. Auch das Sakrament des Heiligen Abendmahls komme erst durch die Apostel zur vollen Entfaltung. Zwar sei göttliches Heil auch anderweitig vermittelbar, aber die schiere Existenz des wieder aufgerichteten Apostelamts sei unerlässlich für die Heilsgeschichte bis zur Parusie.
Ein konstitutives Merkmal des neuapostolischen Amtes ist die Existenz des Stammapostelamts, das die NAK in erster Linie mit der „Schlüsselmacht“ (Mt 16,19 ) des Apostels Simon Petrus begründet. Damit ist der Stammapostel Kern des neuapostolischen Amtswesens und Oberhaupt der NAK. Es ist theologische sowie auch förmliche Voraussetzung an alle Apostel der Neuapostolischen Kirche, sich dem Stammapostel und seiner Führung unterzuordnen und „eins mit ihm zu sein“. Der Stammapostel ist die oberste geistliche Autorität der Neuapostolischen Kirche, womit ihm die Ordination neuer (Bezirks-)Apostel, die „Reinhaltung und Weiterentwicklung der Lehre“, das „Erschließen neuer Erkenntnisse“, die „einheitlichen Ausbreitung“ der Lehre sowie die Auslegung der Kirchenordnung obliegen.
Nach neuapostolischem Verständnis vereint das Amt sowohl geistliche als auch administrative Funktionen, womit Amtsträger auch repräsentative, leitende und ordnende Vollmachten besitzen.

### Sakramente

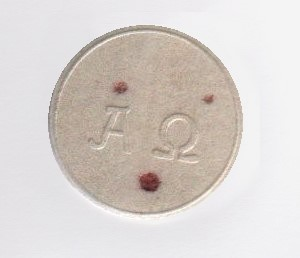
Hostie mit drei getrockneten Weintropfen, wie sie zum Heiligen Abendmahl verwendet wird. Sie steht als Verbindung von Brot und Wein für den Leib und das Blut Christi, aufgeprägt sind Alpha und Omega.

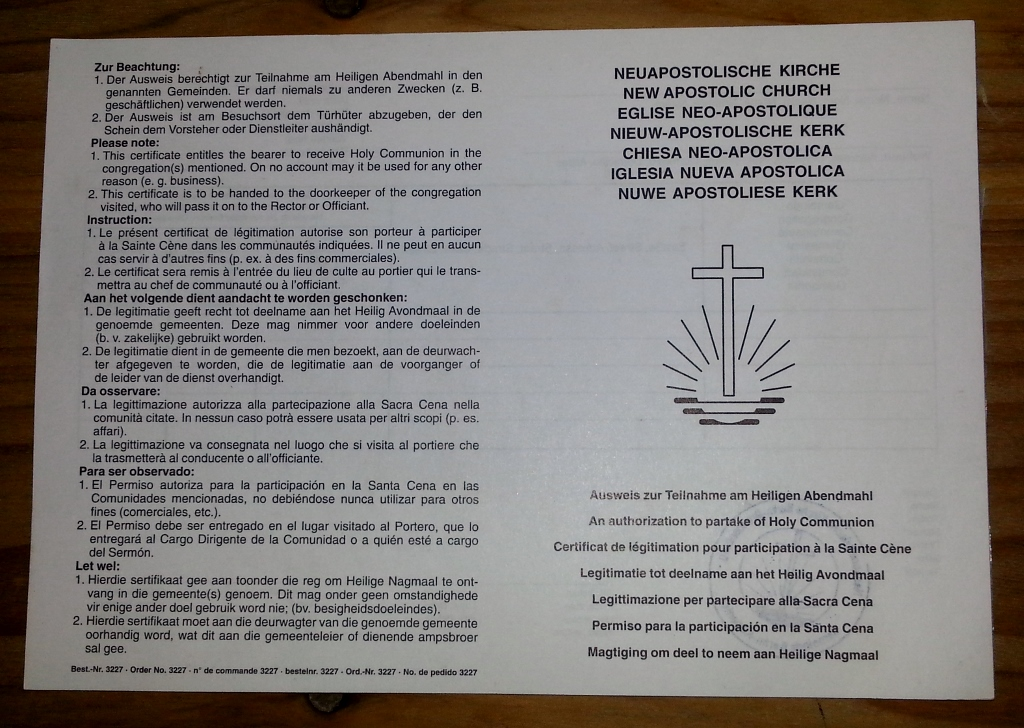
Beispiel eines neuapostolischen Abendmahlsausweises mit Anweisungen in sieben Sprachen, die bis zur Abschaffung dergleichen zur Teilnahme am Heiligen Abendmahl in einer anderen als der Heimatgemeinde berechtigte.

Die Neuapostolische Kirche kennt drei Sakramente: Heilige Wassertaufe, Heiliges Abendmahl und Heilige Versiegelung.
Taufe und Versiegelung werden an jedem Mitglied einmal vollzogen und gelten als notwendig zur Erlösung, vorbehaltlich der souveränen Entscheidung Gottes. Beide Sakramente zusammen bewirken die sogenannte „Wiedergeburt aus Wasser und Geist“ bzw. „Gotteskindschaft“. Durch die im Namen des dreieinigen Gottes vollzogene Wassertaufe wird nach neuapostolischem Verständnis „die erste und grundlegende Gnadenmitteilung an dem Menschen, der an Christus glaubt“ vollzogen. Dabei wird dem Täufling dreimal mit dem in einer Wasserschale benetzten Finger ein Kreuz auf die Stirn gezeichnet. Sie bewirkt außerdem die Abwaschung der Erbsünde und eine wichtige Voraussetzung, um Teil der Kirche Jesu Christi zu werden. Sie kann von jedem Amtsträger ab Priester vollzogen werden. Die Heilige Versiegelung als solche übertrage dem Gläubigen die Gaben des Heiligen Geistes, die erstmals zu Pfingsten ausgegossen worden seien. Das Sakrament ähnelt in der biblischen Begründung der katholischen Firmung und der orthodoxen Myronsalbung, nicht aber in allen Aspekten deren Deutung. Die Spendung der Versiegelung ist ausschließlich den Aposteln der NAK vorbehalten.
Das Heilige Abendmahl wird in jedem Gottesdienst gefeiert, dazu werden Hostien mit drei getrockneten Weintropfen verwendet. Die NAK vertritt dabei die Konsubstantiationslehre und geht wie lutherische Christen von der Realpräsenz des Leibes Christi bei der Durchführung, nicht aber von einer stofflichen Verwandlung, wie in der römisch-katholischen Kirche geglaubt, aus. Dadurch betrachten neuapostolische Christen die regelmäßige Teilnahme am Heiligen Abendmahl ebenfalls als „heilsnotwendig“. Berechtigt zur Teilnahme am Heiligen Abendmahl sind grundsätzlich alle getauften, neuapostolischen Christen, also auch Kinder. Formgerecht Getaufte anderer Konfessionen dürfen gastweise an den Abendmahlsfeiern teilnehmen. Ehemaligen Mitgliedern – ausgeschlossen oder ausgetreten – ist der Form nach die Teilnahme am Heiligen Abendmahl der NAK nicht gestattet. Bis zu einer Lehränderung durch Stammapostel Urwyler (Einführung der „Eigenverantwortung“) wurde die Teilnahme am Heiligen Abendmahl als Sanktionierung zeitweise oder dauerhaft untersagt, wenn man sich der Moral oder Anweisungen der Kirche in schwerwiegender Weise entzog (zum Beispiel durch Homosexualität oder Ehebruch). Bis in die 1990er Jahre war die Teilnahme am Heiligen Abendmahl für die Mitglieder oft auch ortsgebunden.

### Sünde und Sündenvergebung
Im neuapostolischen Glaubensverständnis wird zwischen den Begriffen der Schuld und der Sünde unterschieden. Allgemein ist alles Sünde, was dem Willen und Wesen Gottes entgegensteht. Dieser Wille Gottes wird deutlich in den Zehn Geboten und allgemein im Gebot der Nächstenliebe. Außerdem sündigt, wer nicht an Jesus Christus glaubt (Joh 16,9 ), und wer es wissentlich unterlässt, Gutes zu tun (Jak 4,17 ).
Aus der Sünde resultiert wiederum eine Schuld, deren Schwere allein Gott bemisst. Ausschlaggebende Faktoren können unter anderem die allgemeine Lebenssituation, staatliche Rechtsnormen oder krankhafte Veranlagungen sein. Anders als Sünde ist Schuld demnach relativierbar, sie kann im Einzelfall gegen Null gehen oder „zum Himmel schreien“.
Eine Besonderheit der apostolischen Gemeinschaften stellt die Freisprache (Proklamation) dar, bei der den Gläubigen die Vergebung der Sünden (Absolution) im Gottesdienst zugesprochen wird. Ein Schuldbekenntnis ist dafür nicht erforderlich und auch nicht Teil der Liturgie. Die Sündenvergebung stellt kein Sakrament dar, die rechtmäßige Freisprache (nicht der Akt der Sündenvergebung durch Gott selbst) ist dennoch von den Aposteln bzw. den in ihrem Namen handelnden Amtsträgern abhängig. Eine persönliche Beichte ist nur in begründeten Ausnahmefällen möglich.

### Eschatologie
Die Endzeitvorstellungen der neuapostolischen Lehre stellen ein weiteres ihrer Kernmerkmale dar und speisen sich aus zeitgenössischen Deutungen christlicher Erweckungsbewegungen des 19. Jahrhunderts, darunter der Dispensationalismus der freikirchlichen Brüderbewegung (Darbysmus) und des deutschen Pietismus. Trotz Wandlungen in ihrer Eschatologie gegen Ende des 20. Jahrhunderts ist die Neuapostolische Kirche weiterhin klar dem Spektrum des Prämillenarismus hinzuzurechnen.
Die neuapostolischen Christen stehen in der ständigen Erwartung der Wiederkunft Christi (nach Mt 24,32–51 ) und der Entrückung aller wahren Christen, der „Brautgemeinde“ (Offb 21,2 ). Andere Bilder aus der Offenbarung des Johannes für die Entrückten sind: die „Erstlinge“, die 144.000 oder der „Knabe“ (Offenbarung 12 ). Obwohl die neuapostolischen Christen glauben, dass nur die Apostel ihrer Kirche sie auf die Teilnahme vorbereiten können, werde die endgültige Zugehörigkeit erst am Tag der Wiederkunft selbst offenbar. Die Entrückung gestaltet sich nach Auffassung der NAK durch die Auferstehung aller „Erstlinge“, die bereits verstorben sind, und die physische Wegnahme aller noch Lebenden innerhalb der „Brautgemeinde“ von der Erde. An eine für andere Menschen sichtbare Wiederkunft Christi glaubt die NAK nicht.
Die Entrückten kommen daraufhin in eine ewige Gemeinschaft mit Jesus Christus (dem „Lamm Gottes“) und erfahren dadurch ihre endgültige Erlösung, was in Anlehnung an Offb. 19,6-9 als „Hochzeit des Lammes“ bezeichnet wird. Auf der Erde beginnt zur selben Zeit die „große Trübsal“. Danach kehrt Jesus Christus sichtbar mit allen zuvor Entrückten auf die Erde zurück und beendet die Herrschaft Satans. Die christlichen Märtyrer aus dieser Zeit werden dann vom Tod auferstehen, während jene, die sich gegen Gott entschieden haben, gerichtet werden. Zu dieser Zeit beginnt das Tausendjährige Friedensreich. Christus werde mit den Entrückten, die die „königliche Priesterschaft“ bilden, auf der Erde herrschen. Zum Ende des Tausendjährigen Friedensreichs entbindet Christus Satan ein letztes Mal und lässt ihn abermals Menschen verführen. Danach werde Gott Satan endgültig vernichten, das Endgericht über alle Menschen halten (sofern sie nicht entrückt wurden oder Märtyrer während der großen Trübsal waren) und eine neue Welt erschaffen. Die Entrückten und im Endgericht Erlösten werden in Ewigkeit mit Gott leben, während alle verurteilten Menschen in den „ewigen Tod“ (in Anlehnung an Offb 21,8  auch der „zweite Tod“ genannt) gehen.
Im Gegensatz zu apostolischen Vorgängern und früheren Stammaposteln lehnt es die NAK heute ab die Wiederkunft Christi, zeitlich zu bestimmen (siehe „Botschaftszeit“). In früheren Predigten finden sich teilweise Analogien des Zeitgeschehen mit biblischen Prophezeiungen zur näheren Bestimmung der biblischen Chronologie. Einen Kontrapunkt dazu setzte zum Beispiel Stammapostel Jean-Luc Schneider am 12. April 2020 in einem öffentlich übertragenen Internet-Gottesdienst zu Ostern, in dem er auch gegenüber anderslautenden Meinungen in seiner Kirche festhielt, dass die Ausbreitung der COVID-19-Pandemie aus geistlicher Sicht weder als „Zeichen der (End-)Zeit“ noch als „Strafe Gottes“ zu werten sei.

### Entschlafenenwesen
Eine konfessionelle Besonderheit stellt die Lehre über Verstorbene (idiomatisch „Entschlafene“) dar. Dreimal jährlich findet ein „Gottesdienst zum Gedenken an die Entschlafenen“ statt, in dem die Sakramente den Seelen verstorbener Menschen, vertreten durch zwei Amtsträger, durch einen Bezirksapostel bzw. den Stammapostel gespendet werden. Das Heilige Abendmahl wird in gleicher Weise jeden Sonntag in Gottesdiensten, die von Bezirksaposteln oder vom Stammapostel geleitet werden, verstorbenen „Berechtigten“ (die vor Gott Gnade gefunden haben) gespendet. Dabei pflegen neuapostolischen Christen die aktive Fürbitte für die Seelen „unerlöster“ Entschlafener, damit diese womöglich die Sakramente der NAK empfangen können. Den Versuch, mit Verstorbenen direkt zu kommunizieren, betrachtet die NAK hingegen als Sünde.
Die zentrale biblische Grundlage für den Glauben an einer Sakramentsspendung für Verstorbene ist ihre Auslegung einer Aussage des Apostels Paulus von Tarsus zum Auferstehungsglauben in seinem Ersten Brief an die Korinther (1 Kor 15,29 ). Dabei unterscheidet sich die Praxis von derer im Mormonentum dadurch, dass die Verstorbenen personell unbestimmt und anonym getauft werden, weshalb keine vorangehende Ahnenforschung notwendig ist.
Im Gegensatz zu anderen Christen spricht die NAK nicht vor einer unmittelbaren Präsenz bei Gott nach dem Tod. Alle lebenden und verstorbenen Menschen, die nicht die Sakramente der NAK empfangen und nach ihren Glaubensvorstellungen gelebt haben, befinden sich vor der Entrückung in einem „gottfernen Zustand“. Unter Bezug auf das Gleichnis vom armen Lazarus geht man in der Neuapostolischen Kirche von verschiedenen Bereichen im Jenseits aus, an denen Verstorbene je nach Lebenswandel an Orten der Geborgenheit oder Qualen weilen. Anders als chiliastische Gemeinschaften wie die Zeugen Jehovas oder die Siebenten-Tags-Adventisten hängt die NAK nicht dem Annihilationismus an, sondern glaubt an die Hölle als die „ewige Trennung von Gott“ sowie an eine unsterbliche Seele des Menschen.

### „Zeitgemäße“ Wortverkündigung
Ein Element, das der charismatischen Vergangenheit der NAK entspringt, ist der Glaube an die Inspiration der Predigt durch den Heiligen Geist. Dieser geht davon aus, dass dieser dem Prediger (quasi unterbewusst) während des Gottesdienstes göttliche Offenbarungen aus dem Evangelium eingibt und dadurch direkt auf das Gepredigte einwirkt. Dadurch werde das gepredigte „Wort Gottes“, dem die Bibel zugrunde liegen soll, „zeitgemäß“. Dies ist eine weitere zentrale Aussage der neuapostolischen Lehre darüber, wie der Heilige Geist der Kirche Jesu Christi mittels dem wieder aufgerichteten Apostelamt und nachrangigen Klerus den Willen Gottes offenbart und sie geistig führt.
Die NAK widerspricht dabei der Auffassung, dass der Prediger deshalb einen Unfehlbarkeitsanspruch stellen könne, und unterscheidet zwischen göttlicher Eingebung und menschlichen Beschränkungen.
Früher wurde diese Lehre mit Verweisen auf Bibelzitate wie zum Beispiel Mt 10,19–20  oder Lk 10,16  gerechtfertigt, wobei diese Auslegung heute kritisch gesehen und im Katechismus nicht mehr vertreten wird.

## Kirchenmoral

### Schöpfung
Die NAK sieht in der Evolutionstheorie keine geeignete bzw. vollständige Erklärung für die Entstehung der Erde und der Menschheit. Sie anerkennt hingegen die wissenschaftlichen Erkenntnisse zur Evolution selbst und sieht diese nicht im Widerspruch zur Bibel stehend.
Die NAK lehnt eine wortwörtliche Interpretation des Schöpfungsberichtes ab und ist deshalb von christlichen Gemeinschaften, die dem Kreationismus anhängen, abzugrenzen.

### Sexualmoral
Der einzelne homosexuelle Mensch wird als Geschöpf Gottes ethisch akzeptiert, doch homosexuelle Handlungen werden aufgrund der christlichen Traditionen nicht gutgeheißen. Gegen diesen Standpunkt der Kirche regt sich auch innerkirchlich Widerstand. In der Neuapostolischen Kirche sind seit Ende 2011 Segnungsgebete außerhalb eines Gottesdienstes für gleichgeschlechtliche Paare erlaubt. Mitglieder, die ihre Homosexualität ausleben (zum Beispiel in einer gleichgeschlechtlichen Partnerschaft leben), können jedoch keinerlei Amts- und Lehrtätigkeiten ausführen.
Des Weiteren heißt die Neuapostolische Kirche vorehelichen Geschlechtsverkehr, Petting mit häufig wechselnden oder „unreifen“ Partnern, „Ehe auf Probe“ sowie das Konkubinat, also laut NAK dauerhaft zusammenlebende aber unverheiratete Paare in geschlechtlicher Beziehung, nicht gut. Männer, die im Konkubinat leben, können grundsätzlich keine Amts- und Lehrfunktionen ausüben. Empfängnisverhütung wird akzeptiert, solange keine befruchteten Eizellen abgetötet werden (siehe Eingriffe in menschliches Leben). Die NAK hält fest, dass die Schuld aus sexuellem Fehlverhalten im Ermessen Gottes liegt und von individuellen Lebensumständen abhängt.
Masturbation wird nicht als Sünde betrachtet.

### Eingriffe in menschliches Leben
Die NAK definiert den Beginn menschlichen Lebens bei erfolgter Befruchtung der weiblichen Eizelle, sprich bei der Zeugung. Die Kirche schließt sich der üblichen medizinischen Auffassung an, dass der Tod des Menschen mit seinem Hirntod eintritt.
Ab diesem Zeitpunkt können die Organe entnommen werden, sofern der Patient oder seine Angehörigen dazu eine Einwilligung gegeben haben. Der Organ- bzw. Blutspende steht die NAK insofern positiv gegenüber, da dadurch potenziell Menschenleben gerettet werden. Das Klonen menschlichen Lebens lehnt die Kirche aus ethischen Gründen ab; es kann jedoch zu therapeutischen Zwecken eingesetzt werden, sofern dazu keine embryonalen Stammzellen verwendet werden.
Die Neuapostolische Kirche rät von Schwangerschaftsabbrüchen ab, sieht diese aber unter einigen Umständen als minder schuldhaftes Handeln (zum Beispiel bei Gefährdung der Mutter im Falle einer fortgesetzten Schwangerschaft oder regulären Entbindung). Die Kirche fordert von Amtsträgern und Mitgliedern in jedem Fall, die eigenverantwortliche Entscheidung des Individuums zu respektieren.
Sterbehilfe im Sinne der Tötung auf Verlangen oder Beihilfe zum Suizid lehnt die NAK kategorisch ab, wovon der Verzicht auf lebensverlängernde Maßnahmen durch Patientenverfügungen ausgenommen ist; Palliativmedizin heißt die Kirche gut.

## Kontroversen

### Exklusivitätsanspruch
Die Neuapostolische Kirche wird von Vertretern anderer Religionsgemeinschaften, Interessensgruppen, kritischer sowie ehemaliger Mitglieder bis heute wiederholt für ihr exklusivistisches (das heißt ausschließendes) Selbstverständnis kritisiert. Dies dient in der Öffentlichkeit oft als Legitimation, die NAK als „Sekte“ oder „Sondergemeinschaft“ zu bezeichnen, wobei diese Wahrnehmung in den Jahren des ökumenischen Öffnungsprozesses abgenommen hat.
Unter der Exklusivität der neuapostolischen Lehre werden in der Regel folgende Dogmen subsumiert:
- Sonderstellung als Erlösungswerk des Herrn innerhalb der Kirche Jesu Christi: Allein die Apostel der NAK seien von Gott berufen und befähigt, vollumfänglich die Erlösung durch Jesus Christus in den Sakramenten und der Freisprache der Sündenvergebung zu vermitteln.
- Geistige Wiedergeburt: Allein neuapostolische Christen sind dem Sakramentsverständnis nach aus Wasser und Geist wiedergeboren und demnach „Gotteskinder“.
- Heilsnotwendigkeit des Apostelamts: Die Apostel der NAK (unter der Führung des Stammapostels) sind unerlässlich, um Menschen für die Entrückung bei der Parusie würdig zu machen.[73]

Inzwischen hat die NAK ihre in der Vergangenheit an den Tag gelegte kategorische Haltung mit Verweisen auf die Souveränität Gottes, der Anerkennung der trinitarischen Wassertaufe und der Neudefinition des Konzepts Kirche Jesu Christi entschärft, die Exklusivität aber grundsätzlich beibehalten. Vor diesem Hintergrund wird der NAK vorgeworfen, andere Christen von der Erlösung durch den Glauben an Jesus Christus bzw. die Gnade Gottes – besonders im Bezug auf die Erwartung der Entrückung – (teilweise) auszuschließen. Dabei finden sich unter anderem Vorwürfe eines „Zwei-Klassen-Christentums“.
In den vergangenen Jahren kam es um den Exklusivitätsanspruch auch innerhalb der NAK zu Kontroversen. Als Folge davon distanzierten sich neuapostolische Ökumenebefürworter in vergangenen Jahren immer wieder durch Amtsniederlegungen und Kirchenaustritte.

### Bibelauslegung
Von Seiten anderer Christen und ehemaliger Mitglieder werden einige Lehraussagen der Neuapostolischen Kirche als biblisch unfundiert angesehen, darunter
- das Amtsverständnis von Aposteln, das nicht dem überlieferten Selbstverständnis der urchristlichen Apostel entspreche
- das Sakramentsverständnis der Heiligen Versiegelung in Bezug auf seine Bindung an das Apostelamt und die geistige Wiedergeburt[82]
- die Durchführung sakramentaler Handlungen stellvertretend für Verstorbene (Entschlafenenwesen)[83]
- sowie der Glaube an die Direktinspiration in der neuapostolischen Predigt durch den Heiligen Geist[84].

Kern der meisten kritischen Ausführungen sind Amtsverständnis und Christologie der NAK; dabei wird angeführt, die urchristlichen Apostel seien keine Träger eines institutionalisierten, übertragbaren Amtes gewesen, sondern persönlich durch Jesus Christus zu diesem personen- und zeitgebundenen Dienst berufen. Des Weiteren würden sich die ersten und von Christus berufenen Apostel direkt von anderen unterscheiden, die im Neuen Testament im weiteren Sinne als Apostel (in der Fachliteratur auch als Gemeindeapostel) bezeichnet werden. Die Verknüpfung dieses Amtsverständnisses mit der exklusiven Beauftragung, den Heiligen Geist durch die Versiegelung zu vermitteln und Sünden zu vergeben, sehen einige als widersprüchlich zu den Grundsätzen des Evangeliums von Jesus Christus und der Bedeutung seines einmaligen Opfertodes; Annette Kick, Weltanschauungsbeauftragte der Evangelischen Landeskirche in Württemberg, folgert denn auch, dass die Theologie der NAK ihre Apostel an die Position Christi stelle. Die Vorwürfe lassen sich unter dem Begriff der Eisegese zusammenfassen, wonach die NAK Grundannahmen des geschichtsbedingten Selbstbilds als Wiederbesetzung des urchristlichen Apostelamtes mit einer selektiven, kontextfreien Bibelauslegung zu rechtfertigen versuche.
Zum Vorwurf der umstrittenen Auslegung findet sich in der evangelischen Apologetik wiederholt die Frage nach der historisch-biblischen Rechtfertigung für die apostellose Zeit, die aufgrund der „Heilsnotwendigkeit“ des Apostelamts in der neuapostolischen Lehre von großer Bedeutung ist. Demnach wird infrage gestellt, wieso die urchristlichen Apostel keine Nachfolge stiften wollten oder dazu außer Stande gewesen wären, bis Gott selbst mit den Erweckungsbewegungen im 19. Jahrhundert das Apostelamt wieder besetzen sollte. Die NAK führte in der Vergangenheit dazu verschiedene Argumente und Spekulationen an, wie zum Beispiel die Folgen der Christenverfolgungen, den Machteinfluss der römischen Kirche oder die Naherwartung der Wiederkunft Christi unter den ersten Christen. Erst 1992 lieferte die Kirche in Fragen und Antworten über den neuapostolischen Glauben biblische Begründungsversuche für eine vorherbestimmte apostellose Zeit, wobei sie sich auf Offb 2,4-5  und Joh 9,4  berief. Im Katechismus von 2012 ließ die NAK diese Auslegungen wieder fallen und beschränkte sich lediglich auf die Aussage, dass der Grund für die von Gott gewollte Unterbrechung des Apostolats ein „Geheimnis“ bleibe, die formale Spendung des Heiligen Geistes an Gläubige zu dieser Zeit aber unmöglich gewesen sei.
Ebenfalls in der evangelischen Apologetik findet sich seit jeher auch Kritik am Primat des Stammapostelamts als „Nachfolger des Apostel Petrus“ oder „Repräsentant Christi auf Erden“, wie die neuapostolische Lehre zur Amtszeit von Stammapostel Fehr noch befand. Diese verläuft analog mit einer anderen Auslegung des „Felsenamtes“ (Mt 16,18 ) und folglich auch mit der protestantischen Kritik am Papsttum.
Teilweise als problematisch angesehen wird die Tatsache, dass neuapostolische Amtsträger oft keine theologische Ausbildung haben. Der Religionswissenschaftler Georg Schmid sieht die Predigten als monoton mit wenig Tiefgang, praktisch ohne Exegese und einer sehr schmalen theologischen Bandbreite an.

### Publikationen der Neuapostolischen Kirche
- Katechismus der Neuapostolischen Kirche. Bischoff Verlag, 2012, ISBN 978-3-943980-00-4.
- Lehre und Erkenntnis erarb. von der Arbeitsgruppe „Lehre und Erkenntnis“ im Auftr. der Neuapostolischen Kirche International, Zürich/Schweiz; durchges. von Reinhard Kiefer, Bischoff Verlag, 2015, ISBN 978-3-943980-21-9

### Stellungnahmen der Neuapostolischen Kirche
- Evolution: Verlautbarung zur Evolutionstheorie (2004)
- Exklusivitätsanspruch: Stellungnahme – Das Verständnis von Heil, Exklusivität, Heilsnotwendigkeit des Apostelamtes und Nachfolge in der Neuapostolischen Kirche (2006)
- Ökumene: Hinweise für die Beteiligung der Neuapostolischen Kirche an ökumenischen Veranstaltungen (2006)
- Sexualmoral: Stellungnahme der Neuapostolischen Kirche zu bestimmten Fragen des Sexualverhaltens (2005)

### Externe Publikationen über die neuapostolische Lehre
- Katja Rakow: Neuere Entwicklungen in der Neuapostolischen Kirche. Eine Dokumentation des Öffnungsprozesses. Berlin 2004, ISBN 3-89998-036-0.
- Tobias Mai: Die Lehre der Neuapostolischen Kirche im Licht der Heiligen Schrift. Hünfeld 2010, ISBN 978-3-939833-29-1 (online, pdf).
- Kai M. Funkschmidt (Hrsg.): Bewahrung und Erneuerung. Ökumenische Analysen zum neuen Katechismus der Neuapostolischen Kirche (= EZW-Texte 228). Berlin 2013 (Inhaltsangabe).